# Йова Раевска
Йова Тодорова Раевска-Гуринова е майстор по керамика от български произход, с две награждавания с орден „Кирил и Методий" за всеотдайност към изкуството в България. Родена е на 4 март 1918 г. в град Троян в семейството на Тодор Цветков Раевски и жена му Мария (Мита). Йова Раевска има две сестри – Невена и Велика.

## Биография

### Ранни години
В описанието към каталога посветен на 100 годишнината от раждането на Йова Раевска, Виолета Василчина – изкуствовед и близка нейна колега описва живота на художничката в детайли, които показват характера и начина, по който се развива Йова с годините.
„Малката Йова има щастливо детство– расте волна, открита и независима, с пъргава мисъл, дяволита находчивост и настойчив характер, за който по-късно троянчани ще кажат с усмивка: „Тодор си има вкъщи две розички и един бодил“. Йова израства в естествена природна и здрава семейна среда, където трудностите са неизбежни, но преодолими с труд и със сплотеността на семейството“.
Домът, в който Йова е родена и отраснала, в махала Габърска – „Габърското“, както го наричат местните, е на няколко километра над Троян, в традиционна старопланинска дървена къща. Бащата на Йова се е занимавал със земеделие, овощарство и частно животновъдство. Йова остава в тази къща до 30-те години на ХХ в. Фамилията има големи насаждения със сливови дървета, за които бащата на Йова издържа домакинството. През зимата Тодор често е работел и като абаджия (шивач), основно в годините след Първата голяма европейска война.
Мария (Мита) – майката на Йова, е втора съпруга на Тодор. Първата му жена Йова почива без да имат деца. С Мария Тодор има още две дъщери Невена и Велика. За Мария се знае, че е имала признати вокални умения и фолклористи са идвали при нея да пее и да записват песните ѝ, твърди в биографичния текст доц. д-р Василчина. Тя научава дъщерите си да поддържат къщата и им показва занаятчийски умения като тъкане, плетене на градски плетки (на една кука и макраме). По-късно в кариерата си Йова Раевска включва и макрамето като художествено произведение. Прави малка колекция от ръчно изработени чанти с макраме.
Професионалното занимание с грънчарство по онова време е далеч от картината, в която ще попадне Йова като художник. Бела Панчева разказва за тежкия образ на занаята в книжката, посветена на Йова Раевска, издадена от изд. Български художник през 1980 г.
Първият учител по рисуване на Йова е живописецът Бочо Донев – известен с пейзажите си, който оказва влияние в развитието на троянския край. Той насочва вниманието на Йова към Националната художествена академия. Наред с уроците по рисуване, тя посещава и работилницата на майстор-грънчаря Минчо Христов. По правило, по онова време в Троян грънчарството се разглежда като „мъжки занаят“, затова за Йова местните жени говорят „Красиво момиче, тънко и високо, със сини очи и нежни ръце, а отива с калта да се бори. [...] Мъжете копаят глината из Балкана, пекат се заедно с нея край пещите, а готовите грънци товарят на каруците и подръпват коня към панаири и сборове, по градове и села из цяла България“.
Йова не се вписва в „нежния и фин образ на жената“, нито на „чувствителния художник-творец“, характерни за онова време. За Раевска се твърди от местните майстори, че е точела (глината) наравно с мъжете и че до тогава това не е често срещано явление. Според Бела Пенчева именно това я превръща в любимка на бай Найден – майстор-точар в Националната художествена академия.

### Семейство и живот в София
През 40-те години на ХХ в. Йова се запознава с Борис Гуринов (по-късно официално преименуван на Борис Горинов), раждат се синовете им – Красимир и Любомир. Младото семейство се мести да живее в София. Борис Горинов е от Пазарджик, но е мобилизиран в Пловдив. Познанството им е и около Художествената академия, където Борис Горинов учи живопис. По-късно той става известен сред българските художетсвени среди със създаването на живописни миниатюри с голяма дълбочина. Работи предимно с маслени и акрилни бои.
Първоначално семейство се мести и живее в Пазарджик, където прави трайни връзки с пловдивските си приятели, сред които е и художникът Златьо Бояджиев. Това приятелство е подплатено с размяна на творби, обичайна практики между художниците от различни специалности. Бояджиев рисува портрета на Йова през 1959 г., срещу нейна ваза.
След раждането на синовете им, Йова и Борис се местят в София, в кв. Подуене. Жилището обитават заедно със Здравко Манолов и първата му жена. През 1956 г. в жилището избухва пожар, който унищожава архивите и личните вещи на семейството. С помощта на Съюзи на българските художници, семейството се премества да живее в едно ателие на бул. Сливница 142, където Йова Раевска инсталира пещ за керамиката си и устройва ателие не само като дом, но и според творческите си нужди.
На худоничката ѝ предстоят години на активно творчество и работа в производствени бази в страната. След години на усилена работа от страна на Борис (над 15 години) по къщичка в Драгалевци, семейството се мести там в края на 60-те години на ХХ век. През годините творческото семейство има редица самостоятелни и колективни изложби. Последната самостоятелна художествена изява на Йова е през 1998 г. – юбилейна изложба в залата на СБХ.
Йова Раевска си отива на 18 август 2000 г., в дома си в Драгалевци, в София.

## Образование и професионално развитие
Йова получава средно образование в град Троян. През 1936 г. Йова постъпва в ателието по керамика, водено от проф. Стоян Райнов в НХА. Там тя се дипломира с отличие (Завършила Общ и Специален отдел, Керамика, с отличен успех. Свид. 0757/26.06.1941 г. Удостоверение от ректората на ХА.) По думите на Кирил Кръстев, творчеството на Райнов с неговите „ажурни форми, светлоцветни глазури и стилизирани пластични мотиви“ оказва за дълго време влияние върху работите на Раевска. В студентските години, през 1937 г. Раевска създава лаконичната значка-палитра, която по-късно става емблема на СБХ, но до този изчистен стил на работите си ще се върне отново едва през 50те.
Между 1942 и 1944 Йова учителства първо в с. Зла река, после във Видима и Панагюрище. През 1943 г. в Троян прави първата си самостоятелна изложба. През 1945 и 1946 г. Йова и Борис организират първо в Пазарджик, после в София, две изложби с миниатюри от борови кори, които двамата творци използват като материал като го дълбаят и моделират. През 1948 г. , след преместването в София, от учител в Първа мъжка гимназия, в Пазарджик, Йова преминава в производството, в кооперация „Българско народно творчество“. Тя е сред основателите на кооперацията. През 1948 г. на есенната сесия за приемане на нови членове на Съюза на българските художници Йова е утвърдена за съюзен член. В личния семеен архив е запазена бележка за съюзен член – Удостоверение №56/19.01.1959 г., но при проведен телефонен разговор с екипа на Съюза не бе установено такова членство. Вероятно смяната на структурата е довела до заличаване на следите на предишната документация.
През 1947 г. е обнародван Законът за забрана на частната практика. Той засяга не само юристи и лекари, но и занаятчиите. Този Закон става причина да бъдат затворени хилядите, действащи след края на войната, малки и големи занаятчийски работилници и манифактури. От 1948-ма до преди средата на 50-те години занаятчиите са принудени да се включат в кооперации, строго се контролират ателиетата на художниците-приложници, налага се нормативизмът в художествените практики и идейните клишета. Изготвят се клишета и ишлеме за износ в СССР. От този период в семейната колекция на Йова Раевска има запазени модели за туристически сувенири, които се отличават с проста и изчистена форма и са от естествени тъкани и материали. При създаването на произведения Йова остава силно повлияна от праисторията, но добавя елементи на прокрадващия се през Желязната завеса тренд към примитива.
Раевска получава професионалното определение „Художникът-приложник – продължител на народните занаятчийски традиции!“, поради дейността си в търсенето на различни възможности да защити българките занаяти и традиции. Следващите почти две десетилетия от живота ѝ са посветени на осъвременяването на традиционната, най-вече троянска керамика, за което сочат и много от творбите ѝ запазени в обществените колекции в Националата художествена галерия, в София и Музей на народните художествени занаяти в Троян.
В края на 50-те Йова е вече сред откроените фигури в приложното изкуство в България, с признания и навън, поради многобройни изяви в колективни изложби. Като голям неин принос са отчитани съдовете тип „негра“ (виж по-долу); от значение е успешната ѝ съвместна изложба с Пепа Даскалова-Икономова в Пловдив (1959), където акцентите падат върху опушените и теракотните форми. Раевска показва на тази изложба общо 120 свои творби. Елеонора Авджиева, директор на Музей на народните художествени занаяти - град Троян, потвърждава нейните приноси за първичното формиране на музейните керамични фондове за троянската музейна керамична сбирка.
През 1963 – 1965 г. Йова Раевска заедно с Ружа Стайкова са натоварени от Института за изобразителни изкуства при БАН да направят изследователска обиколна на Троян и троянските села. В това изследване те събират общо 600 доклада за стари майстори и донасят стотици стари съдове и грънчарски форми. По късно тази колекция остава във фонда на Музей на народните художествени занаяти – град Троян. През 1961 г. Раевска започва работа в Център за нови стоки и мода (ЦНСМ). Напуска ЦНСМ седем години по-късно и постъпва на работа в Творческия фонд при СБХ като заместник-директор по художествените въпроси при ателие „Подаръци“, където остава до 1974 г.
В началото на 70-те, когато се открива Творческата експериментално-моделна база (ТЕМБ) на ТФ, тя става първия ѝ директор.
Като изследовател, Йова се изявява в работата си със средновековната, най-вече търновска керамика и т.нар. сграфито техника. Издирванията на стара троянска керамика, които прави няколко години по-рано с Ружа Стайкова и тяхното продължение в търновския край, имат за резултат регламентирането ѝ като извънщатен сътрудник в Института по изкуствознание при БАН. По време на проучванията в Плиска, Велики Преслав, Велико Търново опознава основно публикациите върху праисторическата и средновековната керамика, търси археолози за допълнителни уточнения.

## Стил и принос към изкуството

### Тондото„Тайната вечеря“
Паното (90 см. в диаметър) в техниката керамична мозайка е дипломната работа на Йова Раевска в НХА. Изпълнението е осъществено с порцелан-емайлови глазури, размерът на отделните керамични парченца е до 2х3 мм и в прецизно изпълнение на реда. В различни източници мозайката е датирана различно – на гърба, в гипса, е врязана година 1938 и графичен знак с инициали Й.Р. В монографията от Кирил Кръстев работата също е датирана 1938 г., в книгата на Б. Пенчева е посочена 1940 г., самата Йова споменава дипломирането си през 1941 г. Хипотезата на Виолета Василчина е, че Йова е работила повече от година върху мозайката, т.е. през цялата 1940-та и първата половина на следващата – до дипломирането си на 28 юни 1941 г. и това задава границите на реалната датировка.
Запазени са още две ранни работи на Йова в жанра на тондото, изпълнени подглазурно. Едната – „Тондо с коне“, вероятно от първите студентски години на Йова, в наив и второто тондо – „Пейзаж с птичка“ от 1940 г., което е с много по-висока колекционерска стойност, според оценители. За второто тондо доц. Василчина казва: „Лаконизмът на условния пейзаж (две дървета, птичка, облак, терени) и свободната елегантна подглазурна рисунка „на прима“ (подглазурното рисуване е сред най-взискателните керамични техники – не позволява корекции, бел.) го нареждат сред най-интригуващите ранни керамики от български автори.“

### „Негра“- 50-те
Това са съдове, които Йова Раевска създава около 1950-те и сама ги нарича така. Те са заемки от съдовете от праисторията и архаичността, но и с актуално звучене. Украсени са основно с наивистични рисунки. Самите орнаменти нямат някаква конкретна структура или организация. Най-често са разпръснати по цялата повърхност. По форма представляват неголеми, теракотни, опушени от сиво до черно, натоварени с „букели“ или други деформации, понякога с дръжки; профилните им силуети често създават асоциации за птица. Въздействието им се дължи колкото на интригуващите пластични форми и необичайните им силуети, толкова и на равния матово кадифен сиво-черен тон, оживяван от леко проблясващите линии на гравюрата. Самата гравюра не е врязана дълбоко – тя по-скоро е следа от леко заоблено на върха острие върху все още влажния съд.
Особено впечатляващи са два от нейните „негра“-съдове. Единият (1958) представлява огромна конична дебелостенна купа, издигната върху масивен цилиндричен крак, с едва видими пръснати рисунки на хвърчащи гълъбчета, гравирани плитко по гладката ѝ вътрешна повърхност.
Другият (1957) е голямоформатна ваза с тясно дъно, обемно тяло и тънка шийка с отворено устие, със заглавие „Мирът – това е живот“. Цялото ѝ тяло е изпълнено с плитко гравирани фигурални сцени на антивоенна тема – манифестация срещу войната, протест срещу водородната бомба, в защита на мира и т.н. Техниката на неграта е уникална за керамичката и остава една от най-внушителните части от колекцията на Йова Раевска.

### Т-образна форма[23]
След средата на 70-те Йова създава необичайна Т-образна форма на ваза, върху която спира вниманието си по-задълго. Въплъщаването на тази форма може да се види в още няколко произведения, построени на комбинаторен принцип. Става дума за серия от форми – чисти пластики, които въпреки различните имена, размери и пластически решения, създават обща асоциация за механични „стожери“, от малки интериорни пластики до едри паркови форми (Големият фар I и II, Съединение, Локомобил, Комин и други). Въобще идеята за взаимодействието на човека с машината, животът на техниката като компонент от човешкия живот и като обект на изкуството тогава занимава въображението на керамичката и извиква уподобявания, за които заглавието обикновено е ключово – само чрез него можем да разберем какво съдържание е вложено в пластиката.

### Промишлен дизайн и архитектура
В Център за нови стоки и мода (ЦНСМ) Йова Раевска оглавява отдела „Порцелан, керамика и сувенири“. Докато обикалят и опознават производствени предприятия из цялата страна, художниците от Центъра на всяка крачка се сблъскват с ниска производствена и технологична култура, с „отчайваща естетическа изостаналост“.
Навлизайки в света на дизайна, Раевска започва да работи с порцелан, фаянс, стъкло, каменина, светли и непластични глини, участва в разработването на силикатна технология и инициира друга – строителна. Петко Съйчевски, бивш директор на Музея в Троян, припомня експериментите ѝ в Калейца за порцеланово производство, което във варианта „порцелит“ (днес по-популярно като „порцелин“) имат определени практически резултати. Освен проектирането на първите модели, заслуга на Йова е разработената богата пастелна цветова гама, в която порцелитът може да се произвежда
Важен принос Раевска има и по отношение на развитието на архитектурата. Едно нейно изследване за изпичането на индустриалното производство на модулна керамика и панелно облицоване. Предложенията ѝ в тази насока са високо оценени по време на участието ѝ на изложби и у нас и в чужбина и макар технологията за керамично облицоване десетилетия по-късно да е била общоприета на Запада, все още няма масово приложение в архитектурната керамика в България.
В интервю с Дарина Герова, Йова коментира опитите си за промяна на начина, по който може да се рационализира панелното производство като се избегне допълнителния монтаж на керамиката върху панелите. „Тежко преживях един случай. Първа направих облицовъчна модулна плочка за едросерийно панелно производство – плочка, която не се лепи една по една (нито допълнително – след строежа, а се изпича заедно с панела. Когато сградата е построена, декоративната композиция (при това – с много варианти) само се измива от цимента и фасадата лъсва, добива своя завършен вид. В завод „Хр. Смирненски“ се съгласиха да „облека“ два панела. Архитектите много ги одобриха, но журито не ги допусна на изложба. След години, когато посетих Испания, видях колко широко се прилага индустриалната керамика. Но какво можех да сторя?“

### Влияние през 70-те
В началото на десетилетието Йова Раевска успоредно изпробва и една стара техника – на фуршовете, за да види какви са границите на нейната издържливост на пластическа намеса (Близнаци I и II, Праистория, всички от 1970). Създадени с усещането за плътност на камениновия материал и палени на висок градус.
Емблематичен за този период е квадратният сервиз за чай и кафе в различни разцветки – модернистично дизайнерско решение.
През 1972 г. разработва пластиката „Пробуждане“, монтирана в зелената площ пред централните палати на Панаира на занаятите в с. Орешак, Троянско. Първоначалната внушителна композиция, с височина над 3 м включва три птици, символизиращи пробуждането на народните занаяти и застъпването на три поколения майстори на художествени занаяти, но целостта ѝ е нарушена с течение на времето и работата е премонтирана. В сегашния си вид е висока 172 см и включва само една птица като авторският замисъл е нарушен.

### Влияние през 80-те
От 1981 г. са два съда на Йова Раевска. Едното е с форма на гърне за боб с една дръжка. Другото е пак гърне, но с две дръжки и капаче. В този период достигнала висока степен на професионализъм и работа с материала, Йова Раевска започва да прави абстрактни форми и пластики от навити на руло керамични цилиндри с обърнати посоки („Извор“, 1989), или от направени, изпалени и после строшени каменинови парчета, които композира като изходни елементи („Пластика“, 1989)

### Късни години
В късните години се наблюдава видимо завръщане към основата и корена на керамиката с все по-силно изразена монументалност. Погледът на художника се обръща отново и към природните форми – от първата изложба с борови кори, до развитието на формата по образа и структурата на кораловите и варовиковите образования, изваяните от времето и природните влияния сталактити – това са новите търсения в късния период на Йова Раевска – на мощта на природните стихии и първичната неподправеност на природата, както казва самата тя в интервю с журналистката Магдалена Събчева.

## Знакови изложби
Наред с редица самостоятелни и колективни изложби на местно и международно поле, Йова Раевска прави няколко значими за българската история на приложните изкуства изяви.
- „2 500 години изкуство по българските земи“, показвана в продължение на пет години (1957 – 1962 г.) в големи европейски културни центрове, в Белгия, Франция (Ньошател), Италия, ГФР, Австрия и СССР (Ленинград).
- Участва още в Общата изложба на българско приложно изкуство в Чехословакия (1959 г.), Българско приложно изкуство в Белград, Югославия (1960 г.), Международна изложба на жените художнички в Будапеща, Унгария (1960 г.).
- Изложбата от 1965 г. в София е от голямо значение, защото в нея се наблюдава връзката на керамичката с археологията. Вдъхновена от търновската керамика, Йова Раевска прави осъвременена колекция от съдове с впечатляваща конструкция, а ключов елемент е включването на дръжката в самото тяло на съда. Това е специален подход, който Раевска развива и в бъдещите си творби. Отделно в тази колекция се наблюдава още по-сериозно изчистване на рисунъкът (в противовес с тогава модерното по-натруфено декориране). „Подробностите постепенно отпадат и рисунъкът преминава в условното“ казва Бела Пенчева[32]. Това показва още по-сериозно свързване на функционалните предмети с изкуството и концептуалния нов порив в изкуството, който се прокрадва зад стените на Желязната завеса. Това прави творбите на Йова актуални не само за времето, в което са създадени, но и до днес.
- Със свои работи създадени през 1960-те в силно активните години на кариерата си керамичката участва в Международни биеналета и изложби на керамика – във Фаенца, Италия през 1966 и 1970-та, в Испания през 1968 и 1970-та, в Сопот, Полша също през 1970-та година.
- През 1968 г. за своя 50 годишен юбилей прави изложба и колекция от изцяло нови „коминни“ форми – изтеглени керамични съдове предназначени предимно за градинска и парникова украса. Това са произведения на изкуството, създадени с изразните средства на керамиката, в които надделява естетическото, а утилитарното в композициите отстъпва. Функционалността се ограничава и преминава по посока на декоративното. След тази изложба започва нов етап в развитието на твореца, в който формите стават все по-изчистени, стилизирани и първични – цилиндри, кубове, сфери.

## Галерия

### Важни произведения
„Бригадир“ – Министерство на външните работи
„Ваза на мира“ – летище София
„Пиета“, описана от нея като византийска мозайка – Св. София
В рамките на няколкото следващи години тя реализира още няколко обекта – мозайки и пано в българското посолство в Анкара, Турция; декоративно-монументална украса на театъра в Пазарджик, пано-емблема на Бюрото на ТАБСО/БГА „Балкан“ в София, декоративно-монументална украса в Дом на културата в град Хасково.
Декоративна форма „Българка“ 1965 г., червена глина и цветна глазура, сграфито, 36х11х4 см. (неизвестна колекция)
Декоративна форма „Разкрепостяване“ 1965 г., червена глина и цветна глазура, сграфито, 54х12,5х7 (неизвестна колекция)

### Колекции
- Национална художествена галерия
- Музей на художествените занаяти и приложните изкуства занаятите, град Троян
- Частна семейна колекция „Духът на Йова“ / „Гласът на глината“, семейството на Крас Горин

### Монограмите на Йова[34]
Към момента са известни общо 7 монограми, с техни разновидности през годините, с които Йова Раевска е подписвала творбите си, но сред колекционерските произведения има и такива, които не са подписани, а само датирани. Все пак по-голямата част от творбите на керамичната са ръчно описани от нея и съпругът ѝ Борис Горинов през годините и във връзка с проведените изложби в надлежно поддържани класьори и по-късно албумчета с фотографии. Това спомага за датировката и определянето на произхода на творбите без монограма.
- "Гласът на глината", съст. Василчина, В., 2018, стр. 70
- „Гласът на глината“, съст. Василчина, В., 2018, стр. 71

### Портрети на Йова Раевска
- Златьо Бояджиев (художник)
- Борис Горинов – съпруг на Йова
- Крас Горин – син на Йова

- Портрет на Йова Раевска от Златьо Бояджиев, 1959, масло. Семейна колекция.
- Портрет на Йова Раевска от Борис Горинов, 1960, молив, рисунка. Семейна колекция.
- Портрет на Йова Раевска от Крас Горин, 1995, боя върху метал. Семейна колекция.
- Портрет на Йова Раевска от Крас Горин, маслени бои. Семейна колекция.

## Цитати и свидетелства
Проф. Ивана Енева - художник керамик казва:
„Мястото на Йова Раевска в съвременната керамика е много специално. Тя освободи керамичната форма от оковите на функционалността като нейно най-важно и единствено качество. И я натовари с уникално естетическо функциониране. Затова създадените от нея керамични творби заемат понякога граничните области между скулптурата и керамиката с мощните си пластични форми, опростени и силни обеми и необичаен силует. Тези непреходни естетически стойности ги правят съвременни и модерни. И особено ценени от младото поколение керамици.“
Мариана Павлова – керамичка и дизайнер в силикатите, работила с троянски предприятия през 70-те и 80-те години, споделя една оценка за Йова Раевска:
„С Йова Раевска не успях да се засека когато работих с Калейца и други троянски керамични предприятия – тя беше работила там по-рано от мен. Но с голям интерес гледах работите ѝ на изложби и до днес помня много от тях. Най-много са ме впечатлявали сервизите и съдовете ѝ в духа на троянската традиция. Тя успя да опрости популярната „троянска“ шарка, успя да я изведе от шаренията, да я съобрази и свърже със съвременни форми. Успя да направи от нея съвременен дизайн. А това е страшно много!“